# 紅原県
紅原県（こうげん-けん、チベット語：རྐ་ཁོག་、中国語簡体字：红原县、中国語繁体字：紅原縣）は中国四川省アバ・チベット族チャン族自治州中部に位置する県。大渡河水系の脚木足河が流れる峡谷と高山の地方。

## 地理
紅原県はチベット高原の東部に位置し、四川省の北西部、アバ・チベット族チャン族自治州の中部あり、北はゾルゲ県に接し、東西は松潘県、黒水県、アバ県に隣接、南はバルカム市、理県と接している。地勢は南東から北西へ傾斜しており、地形は山地性高原から丘状高原への移行帯という典型的な特徴を持っている。県の中央部には「査真梁子」という高地が隆起しており、海抜は4,300メートルを超え、地域の自然な地理的分水嶺を形成している。

## 歴史
この地域には従来より、茸塘瑪（ロンタンマ）、南木洛（ナムロ）、安曲（アンチュ）などを含む20以上の遊牧部族が散在して暮らしていた。西漢時代には汶山郡に属していた。唐代には、刷経寺一帯に恭州と流県が設置された。
元朝の時代には土司制が敷かれ、松州、潘州が設置された。後にこの地域は陝西行省の一部とされた。明代には残った松州を中心とした地区は、松潘庁の一部とされた。
中華民国期には松潘県に所属していた。中華人民共和国の管理下となってからは、北部がアバ県、南部がバルカム県に所属していた。その後1960年に県が置かれ独立し、中国工農紅軍第四方面軍の長征（1935年）の際にこの地の草原を踏破したことを記念し、紅原県と名付けられた。

## 行政区画
| 区分 | 数 | 名称                            |
| ---- | -- | ------------------------------- |
| 鎮   | 6  | 邛渓 刷経寺 瓦切 安曲 色地 龍日 |
| 郷   | 4  | 江茸 査爾瑪 阿木 麦窪           |

県庁所在地は邛渓鎮にある。

## 交通

### 道路
国道
- G347国道（中国語版）

## 観光
- 日干喬湿原（日干乔大沼泽）[3]：世界最大級のゾルゲ湿原の一部。
- 瓦切・日干喬紅軍長征革命遺跡（瓦切日干乔红军长征革命遗址）：1935年9月毛沢東、劉少奇、彭徳懐などが主導した紅軍（中国工農紅軍）第四方面軍の長征史跡。レッドツーリズム地区。
- 亜克夏山（亞克夏山）：黒水県との県境となっている峠のある山地。中国で最も標高の高い紅軍烈士墓（全国重点文物保護単位となっている）がある[1]
- 紅原県刷経寺：チベット仏教の寺院

## 文化
- 紅原大草原夏季ヤク音楽祭（紅原大草原夏季雅克音楽季）：2016年から開催されている音楽祭。四川省音楽産業指導グループの主催で、民族文化とワールドミュージックをテーマとしている[4]。

## 健康・医療・衛生
- 紅原県人民医院